# 斯普羅特 (阿拉巴馬州)
斯普羅特（英語：Sprott）是一個位於美國阿拉巴馬州佩里縣的非建制地區。該地的面積和人口皆未知。

## 地理
斯普羅特的座標為32°40′36″N 87°13′17″W / 32.67667°N 87.22139°W，而該地的平均海拔高度為54米（即177英尺）。